# دوتک
دوتک (به مجاری:  Dötk) یک منطقهٔ مسکونی در مجارستان است که در ناحیه زالاسنت‌گروت واقع شده‌است.